# Kaizu
Kaizu (海津市, Kaizu-shi) est une ville située dans la préfecture de Gifu, au Japon.

## Géographie

### Situation
Kaizu est située dans le sud de la préfecture de Gifu.

### Démographie
En avril 2020, la population de Kaizu était de 33 966 habitants pour une superficie de 112,03 km2.

### Hydrographie
Kaizu est traversée par le fleuve Ibi et bordée par le fleuve Kiso et la rivière Nagara à l'est.

## Histoire
Le bourg de Kaizu est fondé le 15 janvier 1954. Il obtient le statut de ville en 2005.

## Événements sportifs
Les 35e Championnats du monde d'aviron se sont tenus du 28 août au 4 septembre 2005 à Kaizu. C'était la première fois que ces championnats étaient organisés en Asie.

## Transports
Kaizu est desservie par la ligne Yōrō de la compagnie Yoro Railway.

## Jumelage
Kaizu est jumelée avec Avondale aux États-Unis.